# Amnun
Amnun (hebrejsky אַמְנוּן, anglicky Amnun) je vesnice typu mošav v Izraeli, v Severním distriktu, v Oblastní radě Mevo'ot ha-Chermon.

## Geografie
Leží v nadmořské výšce 20 metrů v údolí řeky Jordán v Horní Galileji. Mošav je situován na svazích cca 2 kilometry severně od břehů Galilejského jezera.
Vesnice se nachází cca 13 kilometrů severovýchodně od města Tiberias, cca 118 kilometrů severovýchodně od centra Tel Avivu a cca 55 kilometrů severovýchodně od centra Haify. Amnun obývají Židé, přičemž osídlení v tomto regionu je ryze židovské. Výjimkou je město Tuba-Zangarija cca 7 kilometrů severoseverovýchodním směrem, které obývají izraelští Arabové, respektive Beduíni.
Amnun je na dopravní síť napojen pomocí lokální silnice číslo 8277, která západně odtud ústí do dálnice číslo 90. Jižně od obce pak podél břehu Galilejského jezera probíhá dálnice číslo 87.

## Dějiny
Amnun byl založen v roce 1983. Pojmenován je podle místního druhu ryby Tilapia (hebrejsky Amnon -אמנון), která žije v Galilejském jezeře. Prvními osadníky byla skupina 30 rodin. Část z nich byli Židé vystěhovaní ze zrušených izraelských osad na Sinaji. Na osidlování vesnice se podíleli členové mládežnického hnutí ha-No'ar ha-cijoni.
V 90. letech 20. století prošel mošav expanzí, při které se zde usadily i rodiny bez vazby na zemědělství. V mošavu se plánuje další rozšíření o 125 bytových jednotek, z nichž 75 má být určeno pro potomky místních starousedlíků.
Ekonomika obce je založena na zemědělství a turistickém ruchu. V mošasu Amnun se nachází ubytování pro turisty. V mošavu funguje zařízení předškolní péče o děti. Základní škola je v komplexu Ramat Korazim poblíž vesnice Elifelet, střední školy v jiných obcí v tomto regionu. V obci je k dispozici obchod se smíšeným zbožím, synagoga, zdravotní ordinace.

## Demografie
Obyvatelstvo mošavu Amnun je sekulární. Podle údajů z roku 2014 tvořili naprostou většinu obyvatel v mošavu Amnun Židé (včetně statistické kategorie "ostatní", která zahrnuje nearabské obyvatele židovského původu ale bez formální příslušnosti k židovskému náboženství).
Jde o menší sídlo vesnického typu s klesající populací. K 31. prosinci 2014 zde žilo 276 lidí. Během roku 2014 populace stoupla o 2,2 %.
| Rok            | 1995 | 2001 | 2003 | 2004 | 2005 | 2006 | 2007 | 2008 | 2009 | 2010 | 2011 | 2012 | 2013 | 2014 |
| -------------- | ---- | ---- | ---- | ---- | ---- | ---- | ---- | ---- | ---- | ---- | ---- | ---- | ---- | ---- |
| Počet obyvatel | 307  | 454  | 375  | 344  | 328  | 333  | 341  | 332  | 251  | 254  | 270  | 266  | 270  | 276  |